# Jitzchak Avidov

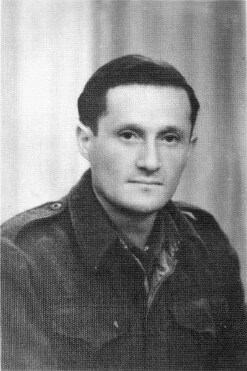
Jitzchak Avidov

Jitzchak Avidov (bis 1945 Pascha Reichman(n); * 1917 in Polen; † 2005 in Israel) war ein jüdischer Partisan im Zweiten Weltkrieg. Nach Kriegsende betätigte er sich als stellvertretender Leiter der geheimen Organisation Nakam (he: Rache; eigentlich Dam Yehudi Nakam, auf Deutsch etwa Das jüdische Blut wird gerächt werden). Später war er Mitglied der Hagana, der Israelischen Streitkräfte und zuletzt in führender Position im Mossad tätig. Sein gemeinsam mit Abba Kovner erdachter Plan, durch die Ermordung von Millionen Deutschen den Holocaust zu rächen, stockte in der Ausführung. Bis an sein Lebensende bedauerte er die 1945 verpasste Gelegenheit.

## Leben

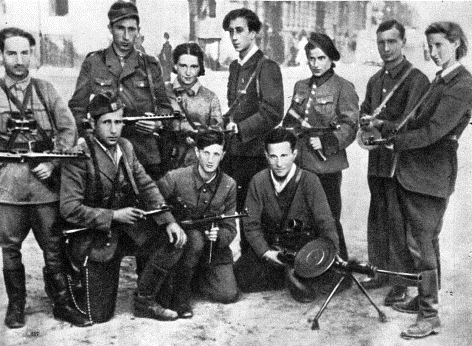
Avidov, Vilnius (1944)

Während mehrerer Jahre bekämpfte Reichman als Partisan in der Ukraine die deutschen Besatzer. Später beteiligte er sich gemeinsam mit seiner Frau Dora Avidov (geb. Dora Goldreich, * 1915 in Polen; † 2007 in Israel) an der Fluchthilfe für Juden aus Osteuropa in das britische Mandatsgebiet Palästina. In der Nachkriegszeit wurde er in der Nakam als Stellvertreter von Abba Kovner aktiv, den er im Dezember 1944 im befreiten Lublin kennenlernte. Ihr gemeinsam erdachter Plan, Rache für die Millionen während des Holocaust ermordeten Juden zu nehmen, und dafür Millionen Deutsche zu ermorden, stockte in der Ausführung, da Kovner 1945 bei seiner versuchten Rückkehr nach Europa vom britischen Geheimdienst verhaftet und in Ägypten inhaftiert wurde.
Reichman als Kovners Stellvertreter initiierte nun Plan B, die Vergiftung von ehemaligen SS-Angehörigen. Im SS-Kriegsgefangenenlager Langwasser bei Nürnberg hatten die Alliierten rund 12.000 SS-Männer interniert. Den Nakam-Leuten gelang es in der Nacht vom 13. auf den 14. April 1946, in eine Nürnberger Großbäckerei einzudringen und 3000 Brotlaibe mit Arsenik zu bestreichen. Das Brot wurde am 15. April 1946 ausgeliefert. Das Verfahren wiederholte sich in der Nacht vom 18. auf den 19. April 1946 mit vergiftetem Brot für das SS-Kriegsgefangenenlager Auerbach-Bernreuth mit rund 10.500 Insassen. Tausende Lagerinsassen erkrankten schwer. Die Zahl der Toten wird unterschiedlich angegeben, teilweise mit Null, dann zwischen 200 und 1000, auch 700–800. Es kam nie zu einer gerichtlichen Aufarbeitung des Falles. Die Staatsanwaltschaft Nürnberg stellte das Ermittlungsverfahren im Jahr 2000 wegen außergewöhnlicher Umstände ein.
Wieder in Palästina änderte Pascha Reichman seinen Namen in Jitzchak Avidov und wurde Mitglied der Hagana und später der Israelischen Streitkräfte. Zuletzt war er in führender Position im Mossad tätig.